# Збаржер, Велвл
Велвл Збаржер (идиш ועלוול זבארז'ער‎, нем. Welwel Zbarzher; настоящие имя и фамилия Беньямин Вольф Эренкранц нем. Benjamin Wolf Ehrenkrantz, 1826, Збараж, Австрийская империя, ныне Тернопольская область, Украина — 2 июня 1883, Стамбул, Османская империя, ныне Турция) — еврейский певец, поэт и бадхен.

## Биография
Стихи стал писать с 18-ти лет. Сначала на древнееврейском, потом на идиш. Часто исполнял песни на собственные слова. Популярность песен росла, и ему пришлось создать странствующий песенный коллектив, гастролировавший по городам и местечкам современных Молдавии, Румынии, Украины и Южной России, а также в Польше. Первые сборники стихов и песен были осуществлены на иврите (1848 и 1855 годы). В 1864 году в журнале «ха-Шахар» опубликована поэма «Румыния», содержавшая сатиру на антисемитскую политику румынского правительства. Его популярность составила конкуренцию самому Элиакуму Цунзеру. В 1878—1880 годах жил и выступал в Вене, пока не был вынужден уехать в Стамбул.
Во время Второй Мировой войны популяризатором творчества Збаржера был известный литературовед Наум Ойслендер.

## Сочинения
- 1865 — Сборник стихов и песен (Вена, на идише).
- 1902 — Сборник песен (Бухарест, на идише в латинской транскрипции).